# NGC 6005
NGC 6005 ist ein offener Sternhaufen vom Trumpler-Typ I1p im Sternbild Winkelmaß (Norma) am Südsternhimmel. Er hat eine Winkelausdehnung von 5,0' und eine scheinbare Helligkeit von 10,7 mag. 
Der Haufen wurde am 8. Mai 1826 von James Dunlop entdeckt.